# Trochomorpha contigua
Trochomorpha contigua е вид коремоного от семейство Trochomorphidae.

## Разпространение
Видът е разпространен в Микронезия.